# Huechulafquen
Huechulafquen je jezero v Argentině. Nachází se nedaleko města Junín de los Andes v provincii Neuquén, má rozlohu 78,2 km² a povodí pokrývá plochu 790 km². Jeho název pochází z jazyka Mapučů a znamená „dlouhé jezero“. Na délku měří 30 kilometrů a na západním konci je propojeno s menšími jezery Epulafquén a Paimún. Hloubka dosahuje průměrně 255 m a na některých místech přesahuje 500 metrů.
Jezero leží na území národního parku Lanín a má nadmořskou výšku 890 m. V okolí se nachází vulkanický komplex Huanquihue, dominantou krajiny je hora Lanín. Huechulafquen je napájen potoky stékajícími z okolních ledovců, hlavní přítok se nazývá Hueyeltué. Z jezera vytéká řeka Chimehuin, která patří do povodí Río Negro. Podél pobřeží vede silnice k průsmyku Paso Carirriñe, který tvoří státní hranici s Chile.
Jezero je vyhledáváno rybáři a byli do něj vysazeni pstruzi. Pro turisty byly v okolních lesích vybudovány kempy a restaurace, pořádají se vyjížďky na lodích a k poznávání místní vegetace slouží naučná stezka.